# Kościołków
Kościołków (prononciation : [kɔɕˈt͡ɕɔu̯kuf]) est un village polonais de la gmina de Zagórów dans le powiat de Słupca de la voïvodie de Grande-Pologne dans le centre-ouest de la Pologne.
Il se situe à environ 2 kilomètres à l'ouest de Zagórów (siège de la gmina), à 15 kilomètres au sud de Słupca (siège du powiat) et à 70 kilomètres à l'est de Poznań (capitale régionale).

## Histoire
De 1975 à 1998, le village faisait partie du territoire de la voïvodie de Konin.

Depuis 1999, Kościołków est situé dans la voïvodie de Grande-Pologne.